# Louis Lépine
Pour les articles homonymes, voir Lépine.
Louis Lépine, né le 6 août 1846 à Lyon et mort le 9 novembre 1933 à Paris, est un haut-fonctionnaire et homme politique français. Préfet de police de la Seine, il participe à la modernisation de la police française — notamment par la création de police-secours ou l'établissement de la police judiciaire à Paris — il est également à l'origine du concours Lépine et du musée de la préfecture de police.

## Biographie

### Famille et formation
Louis Jean-Baptiste Lépine est le fils d'un « teneur de livres » (comptable). Il fait ses études à Lyon, Paris et Heidelberg. Il a un frère ainé, Raphaël Lépine, qui devint par la suite un physiologiste de renom, poursuivant une carrière professionnelle dans le domaine de la médecine expérimentale.
Il termine ses études de droit dans le Quartier latin, à Paris, quand éclate la guerre franco-allemande de 1870 au cours de laquelle, en tant qu'engagé volontaire, il s'illustre et est décoré de la médaille militaire.

### Carrière de préfet

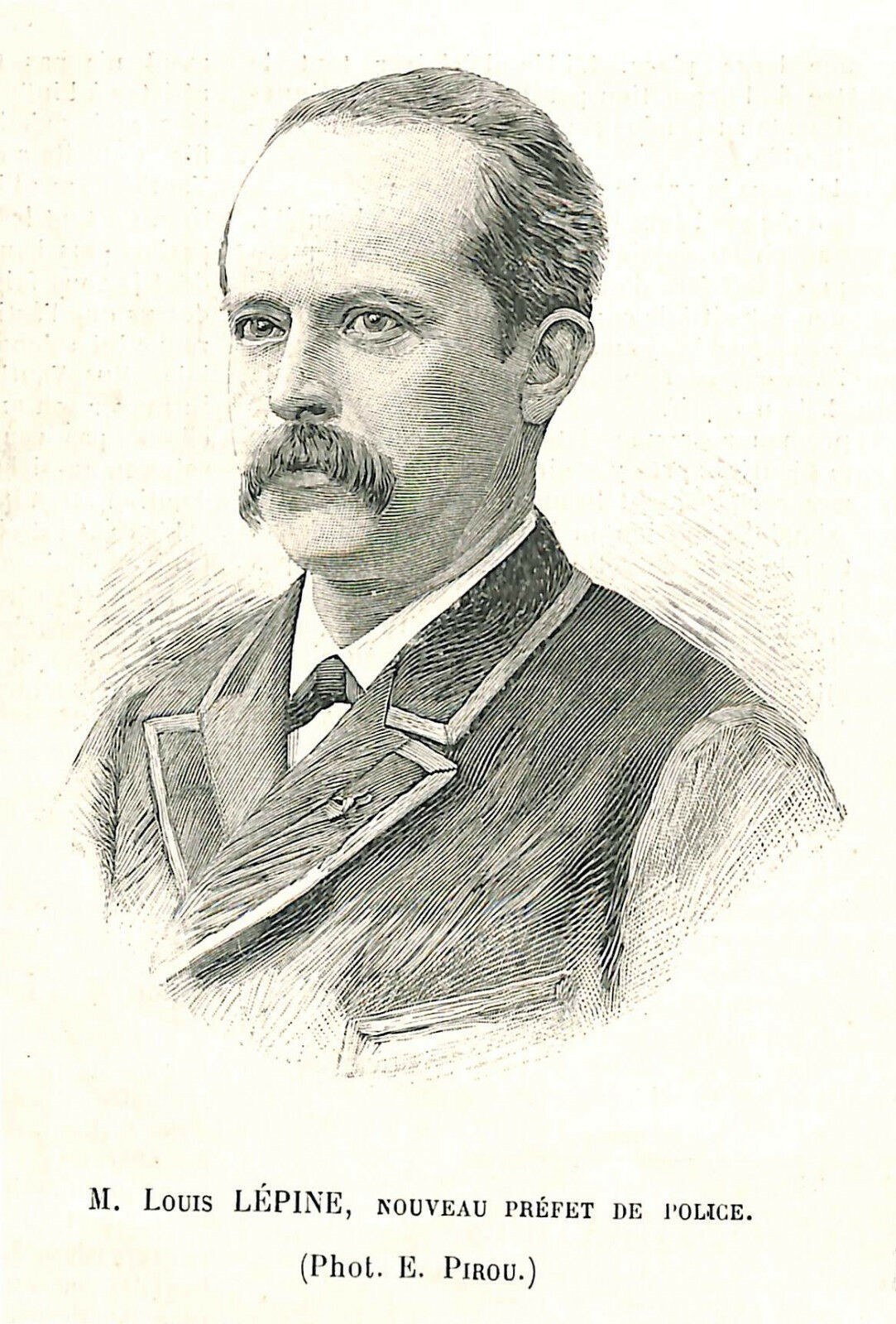
Louis Lépine, nouveau préfet de police en 1893.

À la fin de la guerre, il devient avocat, avant d'entamer une carrière dans l'administration : sous-préfet de Lapalisse, de Montbrison, de Langres et de Fontainebleau, puis préfet de l'Indre (1885-1886), de la Loire, puis de Seine-et-Oise.
Alors qu'il est préfet de la Loire, le 6 décembre 1891, un coup de grisou au puits de la manufacture coûte la vie à 62 mineurs et jette la consternation dans Saint-Étienne. Il prend place dans la première benne descendue au secours des victimes et parcourt les galeries incendiées encore empestées d'un air toxique. C'est à cette occasion qu'il reçoit la médaille d'or de sauvetage.

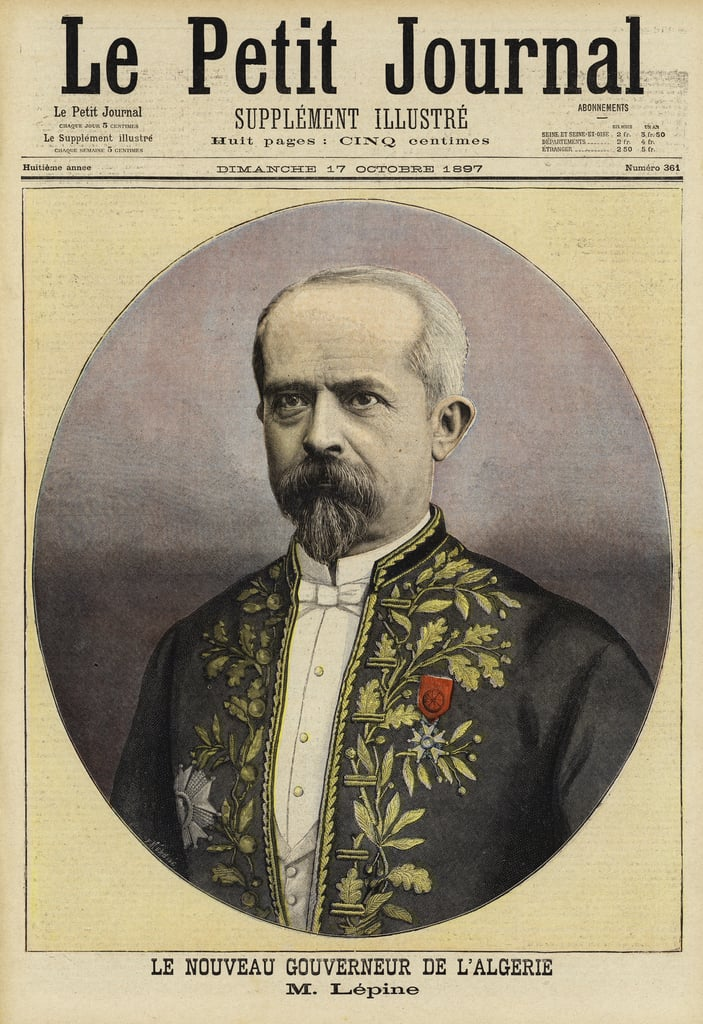
Louis Lépine, gouverneur d'Algérie en 1897.

Après les émeutes de 1893 au Quartier latin, il est nommé préfet de police de Paris, exerçant son autorité sur le département de la Seine. Il crée cette année-là un service centralisé de collecte des objets trouvés. Attaché aux traditions festives de la police parisienne, il fait partie des donateurs pour la restauration de la Promenade du Bœuf Gras en 1896, en versant 200 francs de sa cassette personnelle.
De 1897 à 1898, il effectue une courte parenthèse comme gouverneur général d'Algérie, où il doit faire face aux émeutes anti-juives qui troublent la colonie depuis 1895 et s'accroissent un temps du fait de l'affaire Dreyfus,. En 1899, il est rappelé comme préfet de police de la Seine quand Paris connaît les mêmes émeutes.

Affiche du Concours Lépine de 1910

En 1901, pour lutter contre la crise qui touche les petits fabricants parisiens de jouets et de quincaillerie, il crée un concours-exposition qui deviendra plus tard le concours Lépine.

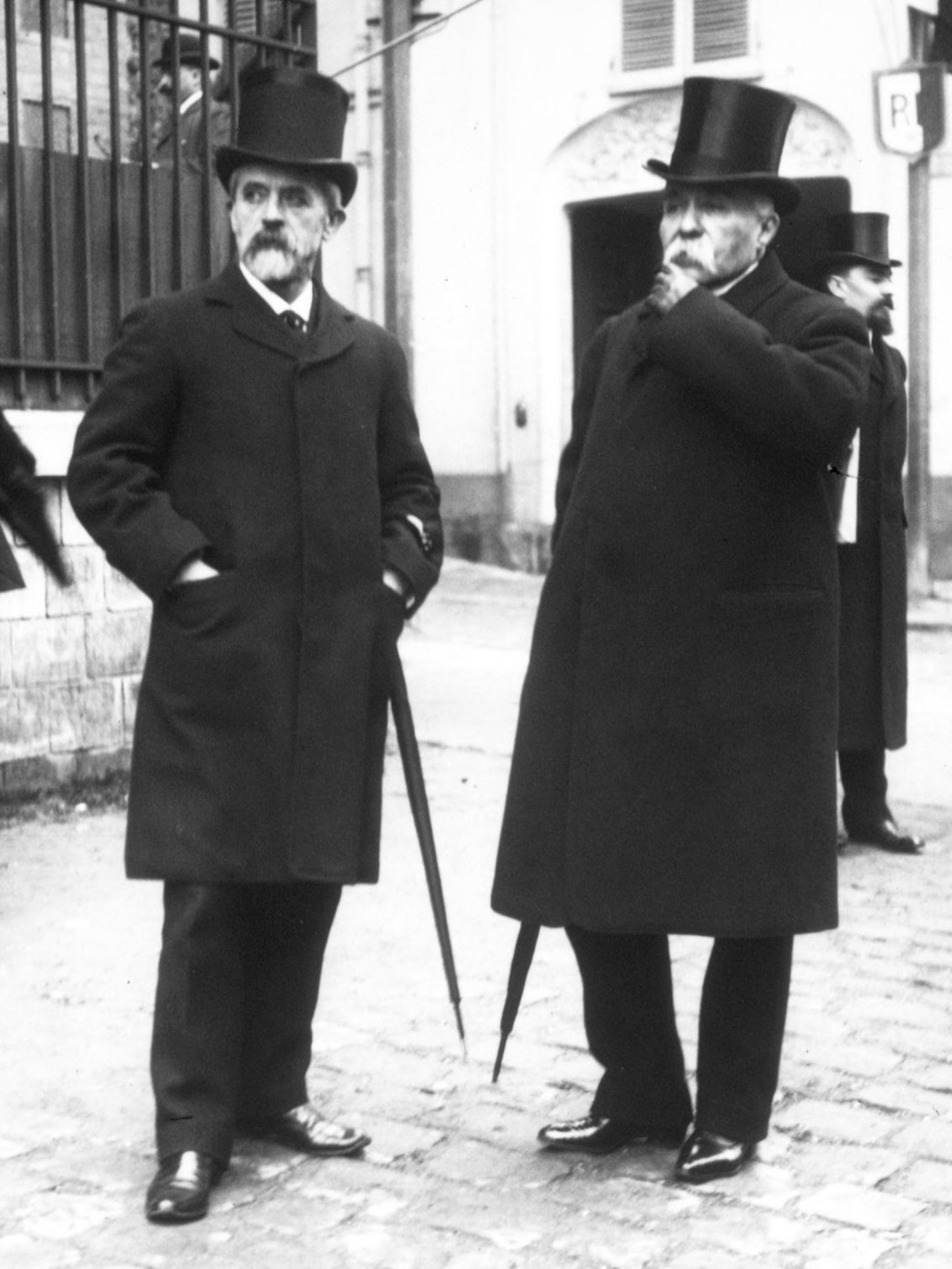
Louis Lépine (à gauche) et Georges Clemenceau en 1908.

Durant sa carrière de préfet de police, il met en place la permanence dans les commissariats ; équipe les gardiens de la paix en 1897 d'un bâton blanc et d'un sifflet à roulette ; crée la brigade fluviale ainsi que les brigades cyclistes en 1901 (les hirondelles à moustache avec leur pèlerine) ; fait installer 500 avertisseurs téléphoniques, rouges pour alerter les pompiers, puis d'autres, bruns, pour alerter très rapidement la police dans le cadre des services d'aides aux personnes ; réorganise la circulation en instaurant les passages piétons, les sens uniques et les sens giratoires ; encourage les premiers développements de la police scientifique au sein de la Préfecture de Police ; crée les chiens sauveteurs et réalise un « coup médiatique » en 1908 en créant les « agents Berlitz » (formés à l'École de langues Berlitz, étant chargés de renseigner les touristes, se distinguant de leurs collègues par le port d'un brassard indiquant la langue maîtrisée).
En 1909, il crée le musée de la préfecture de police et les collections historiques de la préfecture de police (archives de la police) en utilisant les pièces qu'il avait fait réunir pour l'Exposition universelle de 1900 et qui présentait déjà cette administration au public.
C'est sous son autorité que, le 13 juin 1910 pendant la grève chez Sanyas & Popot, l'agent de police Gauthier frappe à la tête l'ébéniste Henri Cler (1862-1910), qui mourra de ses blessures le 21 juin 1910. La mort de ce militant anarchiste provoque, le 26 juin 1910, une manifestation qui vire à l'émeute et que la police réprime dans le sang.

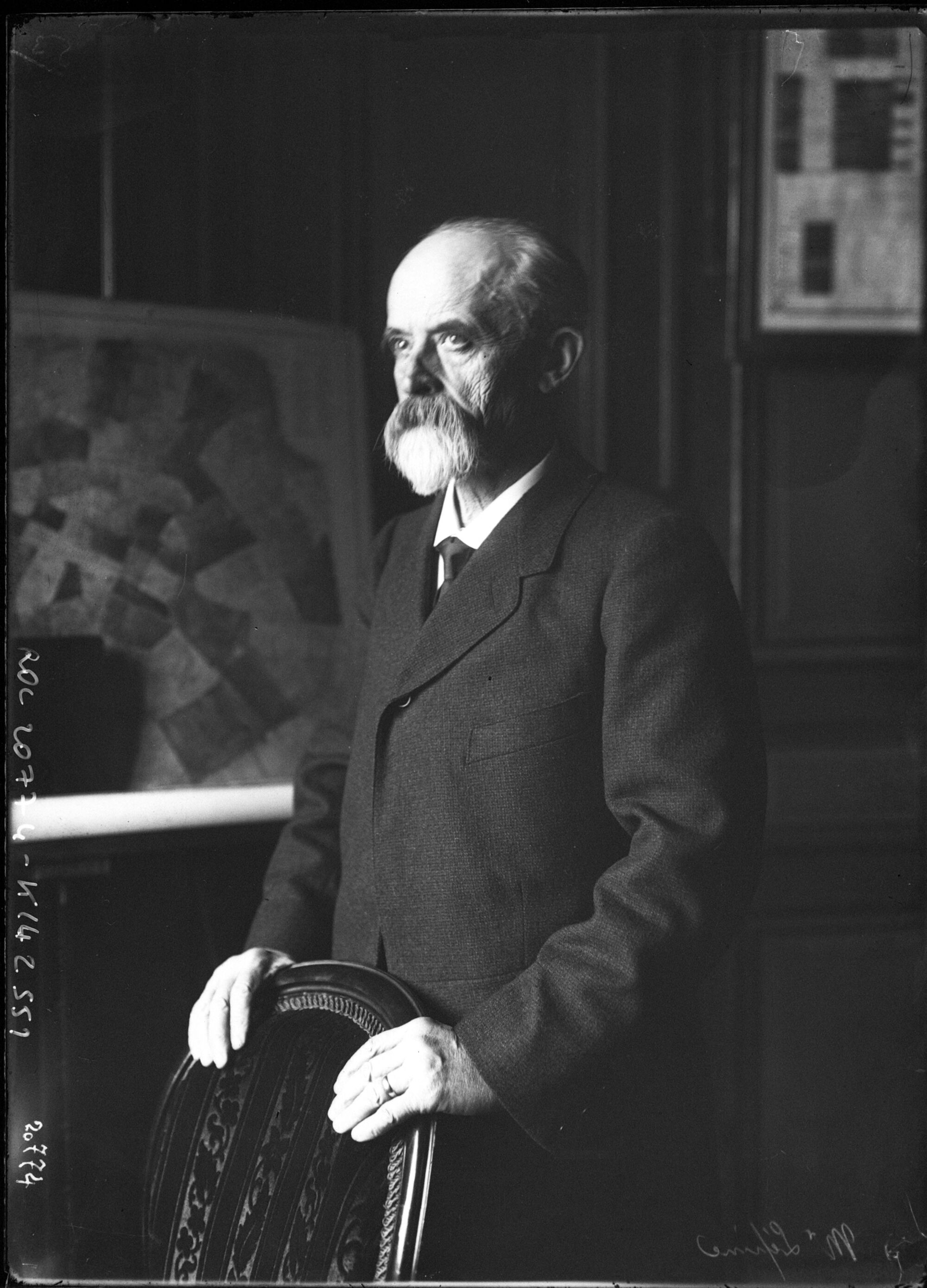
Louis Lépine en 1912.

Durant la même période, le préfet Lépine, vieillissant (et représenté comme tel par les caricaturistes de presse) et approchant de la retraite, est critiqué par les journaux pour l'insécurité croissante provoquée notamment par les Apaches et la bande à Bonnot. Il parviendra à obtenir une augmentation de son budget de la part du Conseil de Paris afin de créer en 1912 une « Brigade du Chef » (décret du 29 juin 1912), section criminelle de la Sûreté de Paris qui deviendra plus tard, la « brigade spéciale criminelle », se transformant en 1913 en direction de la Police judiciaire de Paris qui comprend notamment comme service actif de police la célèbre « brigade criminelle ».

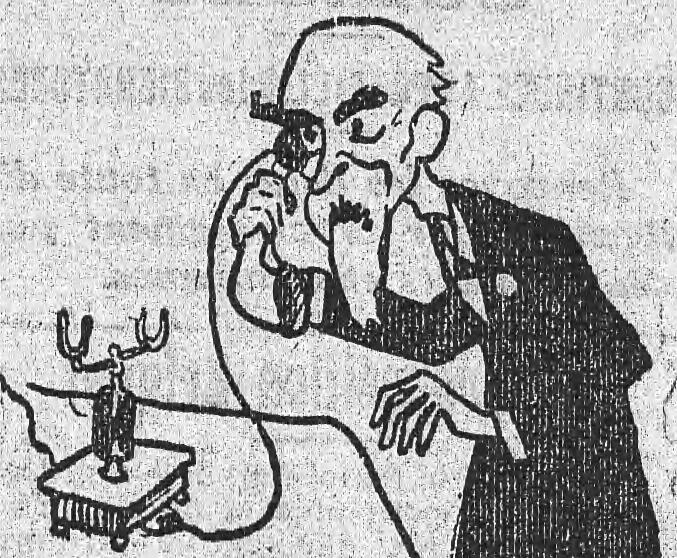
Lépine candidat : extrait d'une caricature de L'Humanité du 28 mai 1913 : Aujourd'hui, les électeurs de Chialvo [le député ayant laissé un siège vacant] m'appellent. Demain, toute la France m'appellera.

### Après la préfectorale
En 1912, il est élu membre de l'Académie des sciences morales et politiques. En 1913, il quitte la préfectorale et se consacre à la rédaction de ses mémoires (Mes souvenirs), qui sont publiés en 1929. Il se porte en mai 1913 candidat à Montbrison au siège de député laissé vacant par la mort de Claude Chialvo. Il choisit en 1914 de se présenter dans la Seine, mais il est battu.

### Mort
Il meurt le 9 novembre 1933, à Paris. Sa tombe est située dans le cimetière municipal des Gonards à Versailles, lieu qui abrita également la dépouille du tueur en série Henri Désiré Landru.

## Réorganisation de la police parisienne

### Vers une police scientifique
Le service de l'identité judiciaire est instauré par décret du 11 août 1893, sous l'impulsion du préfet Louis Lépine. Il fusionne le Bureau d'identité créé grâce aux travaux d'Alphonse Bertillon, le service photographique et celui des sommiers judiciaires. Le travail des services territoriaux de l'identité judiciaire, sur le terrain d'une affaire criminelle, consiste à recueillir, à conserver et à présenter des éléments de preuve et à coordonner ses compétences avec celles de l'enquêteur chargé de l'affaire et des experts judiciaires.

## Hommages

### Décorations
- Grand-croix de la Légion d'honneur (chevalier en 1886, officier en 1892, commandeur en 1895, grand officier en 1897, Grand-croix de la Légion d'honneur en 1906)[15].
- Médaille militaire en 1871.
- Médaille de sauvetage, échelon or (1892)[3]. Alors Préfet de la Loire, un coup de "grisou" tue 73 mineurs dans la Commune de St-Étienne, Louis Lépine est présent dans la première "benne" de sauvetage, cette distinction lui est remise pour saluer son courage. Cette acte de courage lui vaudra d'être apprécié des policiers et respecté de la population.
- Médaille de la Société d'Encouragement au Progrès (Grande médaille d'or en 1910)[16]
- Chevalier grand-croix de l'ordre royal de Victoria

### Postérité
Une plaquette à l'effigie de Louis Lépine a été réalisée par le graveur Charles Pillet en 1912, sur commande de la ville de Paris. Un exemplaire en est conservé au musée Carnavalet (ND 0268).
Il a donné son nom à la place Louis-Lépine, au pied de la préfecture de Police dans le 4e arrondissement de Paris, ainsi qu'à une rue Louis Lépine à Montpellier, à Brive-la-Gaillarde, à Martigues, à Montauban, à Pérols, à Royan et à Segré.
En hommage à son travail à la tête de la police parisienne, la trente-deuxième promotion de commissaires de police issue de l'École nationale supérieure de la Police, entrée en fonction en 1982, porte son nom.
Dans la série télévisée française Paris Police 1900, produite en 2021 par Canal+, et sa suite Paris Police 1905, le préfet Lépine est interprété par Marc Barbé.